# Irans demografi
Iran har haft en snabb folkökning och många har flyttat till städerna (ca 50 % är stadsbor). Landet är folktätast i nordväst. Den etniska blandningen är stor. Politiskt räknas Iran till Mellanöstern, men det är ingen arabstat. Knappt trefjärdedelar av Iranier (folk) är av persisk härkomst, och det officiella språket är persiska. I norr finns ganska stora turkisktalande minoriteter som azerer och turkmener. I sydöst finns balucherna, varav många är nomader. Kurderna i nordväst (drygt 6 milj.) är hårt kontrollerade. Vissa av dem kämpar för ökat självstyre, liksom kurderna i Irak och Turkiet.

## Etniska grupper
Enligt USA:s kongressbibliotek fördelar sig Irans befolkning på följande etniska grupper: 65% perser, 16% azerer, 7% kurder, 6% lurer, 2% balucher, 1% turkiska stamgrupper (inklusive qashqai och turkmener), och mindre än 3 % icke iransktalande och icke-turkisktalande grupper (inklusive armenier, georgier, assyrier, och araber). Persiska är modersmål för minst 65 % av befolkningen och andraspråk för den övriga delen av befolkningen.

## Religiösa grupper
Före islam var zoroastrismen dominerande religion, men den är så gott som utplånad. Med araberna kom islam på 600-talet till Iran och från 1500-talet har shiiterna dominerat. De gjorde sin gren av islam till statsreligion och har genom historien haft betydande politisk makt i landet. Den heliga staden Qom är shiamuslimernas centrum i Iran. Mullorna har en stark ställning och leds av rättslärda, högre personer med titeln ayatollah. Vid revolutionen 1979 gjorde de Iran till en präststyrd stat med sträng tillämpning av islamisk lag (sharia). I landet finns också sunnimuslimer, bl.a. bland araberna och kurderna. Landets fåtaliga kristna (knappt 1 %) tillhör de armeniska och assyriska kyrkorna.
År 1956 var befolkningen 19 miljoner, vilken ökat till omkring 85 miljoner 2020.

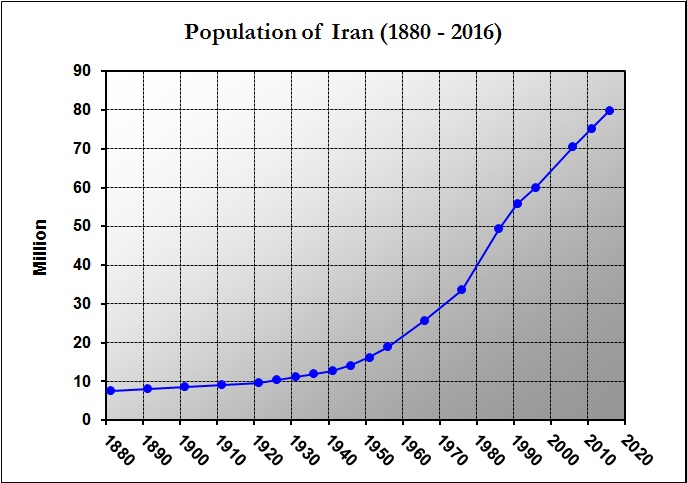
Irans befolkning från 1880-2016.